# 小山高生
小山高生（日语：／ Koyama Takao，1948年4月21日—），日本男編劇、作家。出身於東京都昭島市。

## 簡介
現職大阪藝術大學角色造形學科教授。前編劇集團「Brother Noppo」主宰（此外這裡也記述Brother Noppo的介紹）。早稻田大學文學部畢業。
主要參加動畫系列的編劇、劇本統籌工作。1987年10月以前用本名小山高男持續參加編劇。自稱「亞洲最大的劇作家（身高上）」

## 來歷、人物
小山於早稻田大學就讀期間，曾經在朝日電視台打工，至於的工作內容是幫益智猜謎節目《Quiz TimeShock》進行出題。1972年3月，於大學畢業之後，立即進入動畫公司龍之子製作公司（以下簡稱龍之子）上班，並調任至企劃文藝部。從此以後，小山參加過龍之子製作動畫作品的企劃和編劇工作。此外於負責〈時間飛船系列〉最終作的企劃時，因為他對時間飛船系列特別的熱愛，因此還投入復活運動。
1975年8月，小山離開龍之子之後，以自由編劇的身分持續參加其它動畫公司作品。但因為受到龍之子公司的照顧，因此對龍之子作品有很強烈的感情。1977年9月，龍之子的創立人和首任社長吉田龍夫因為病逝而使公司面臨困境，小山在作品的工作人員表中曾經發表全力應援支持的話。
另外，小山自身也很熱誠栽培後進新人，因此1986年7月向日本電視台音樂學院（今：日視學院）租借教室，開設動畫劇本屋講座。次年1987年，荒川稔久、赤堀悟、川崎裕之、影山由美、隅澤克之、松井亞彌等多位線上劇作家輩出。之後更在1988年1月，成立編劇集團Brother Noppo。
2005年4月，小山就任大阪藝術大學影像學科教授。但是由於無法兩方同時兼顧，因此他參加編劇的次數變少，甚至在2006年沒有生產新的劇本。因此不得宣布停止編劇事業，全面專注於編劇以外的工作。2014年8月底，小山於結束栽培新人編劇之後，的規模縮小成為他自己的個人事務所，而經由小山訓練出來的劇作家全都已經獨立。
兒子小山真為了和父親一樣成為編劇，也加入了父親經營的Brother Noppo。
至於Brother Noppo的命名、和小山自稱自己是「亞洲最大的劇作家」的由來就在於自身的身高有194公分。也因此時間飛船系列的導演笹川浩在製作系列作之一《救難小英雄Yattode》時，直接以小山為角色原型，設計了一位身材高大但未露臉、名叫小山攝影師的路人（大瀧進矢配音）。另一方面，小山也有在1993年的OVA《時空母艦王道復古》以配音員身分參演（只講一小句台詞）。
參加動畫編劇以來，小山多次為《七龍珠》、《YAWARA！》及《銀河天使》等許多作品提供劇本。在特攝影集方面，與《平成假面騎士系列》常態劇作家井上敏樹是進入業界以來志同道合的好友，因此在井上負責劇本統籌的《銀河天使》和《電光快車俠2》中，曾經有許多小山的弟子參加。
小山除了參加動畫編劇之外，他也是國內新興宗教團體崇教真光的信徒而有名。在團內，小山專門負責寫書和舉辦演講介紹該宗教團體，並在日本國內或海外國家進行傳教活動（詳細參閱下面的崇教真光信徒活動）。

## 崇教真光信徒活動
小山是在1977年11月入教崇教真光教团，之後就任道場幹部。另外，小山在印尼進行傳教的活動在《崇教真光》誌平成19年（2007年）8月號被刊登。還有，該教團代理教主·岡田晃彌的曾在小山的布教活動中作介紹，並賜予祝福。

## 參加作品

### 動畫作品
粗體字表示劇本統籌作品。

#### 龍之子製作公司
- 鄉巴佬大將（日语：いなかっぺ大将） ※小山高男名義。
- OKAWARI-BOY Starzan S（日语：OKAWARI-BOY スターザンS） ※小山高男名義。
- ※小山高男名義。
- 科學小飛俠 ※小山高男名義。
- 小青蛙（日语：けろっこデメタン） ※小山高男名義。
- 昭和笨蛋小說搞笑第1名！（日语：昭和アホ草紙あかぬけ一番!） ※小山高男名義。
- 再造人卡辛 ※小山高男名義。
- 烏龍派出所（「Jump動畫特集·大行進」用動畫）
- 時間飛船系列（日语：タイムボカンシリーズ）
  - 時間飛船 ※小山高男名義。
  - Z超人（日语：ゼンダマン） ※小山高男名義。
  - 時空巡警隊救助超人（日语：タイムパトロール隊オタスケマン） ※小山高男名義。
  - 救難小英雄Yattode ※小山高男名義。
  - 逆轉一發人（日语：逆転イッパツマン） ※小山高男名義。
  - 頂尖超人（日语：イタダキマン） ※小山高男名義。
  - 時間飛船2000 怪盗閃亮超人（日语：タイムボカン2000 怪盗きらめきマン）
- 衝鋒勝平（日语：ダッシュ勝平） ※小山高男名義。
- 天空戰記[注 2]
- 瓢蟲之歌 ※小山高男名義。
- 褞袍超人（首席編劇）※小山高男名義。
- 森林裡的快樂小精靈們 貝爾菲與利比特（日语：森の陽気な小人たちベルフィーとリルビット） ※小山高男名義。

#### 東映動畫
- 惡魔君
- 西瓜皮先生[7]
- 金比羅小子（日语：コンポラキッド）[8] ※小山高男名義。
- 聖鬥士星矢[注 3]
- 靈異教師神眉
- 貯金戰士Cashman（日语：貯金戦士キャッシュマン）
- 怪博士與機器娃娃 (1981年版)
- 七龍珠[注 4]
- 七龍珠Z
- 七龍珠改[注 5]

#### 日昇動畫
- 超力機器人 卡拉特（日语：超力ロボ ガラット） ※小山高男名義。
- 魔神英雄傳
- 勇者特急隊（首席編劇）
- 城市獵人

#### Studio Pierrot
- 福星小子 ※小山高男名義。
- 少年劍道王直角[9]
- 丸出日太夫

#### PRODUCTION REED（舊名：葦PRODUCTION）
- 無敵飛天俠 ※小山高男名義。
- 小鯨魚（日语：くじらのホセフィーナ） ※小山高男名義。
- 偶像英里子傳說
- F-ZERO 法爾康傳說（日语：F-ZEROファルコン伝説）
- 花的魔法使瑪麗貝爾[注 6]
- NG騎士檸檬汽水&40 ※編劇集團「Brother Noppo」名義。
- 魔法天使甜蜜薄荷 ※編劇集團「Brother Noppo」名義。
- 少年足球

#### 其它公司
- UFO戰士阿波羅 ※小山高男名義。
- 奇域大冒險[注 7]
- 激走！魯濱皇帝[注 8] ※小山高男名義。
- 少年桑塔的大冒險（日语：サンタクロースの冒険#テレビアニメ）
- 歡樂的楊柳鎮
- 之後頓珍漢（日语：ついでにとんちんかん）
- 手塚治虫的吸血鬼在日本[10]
- 心跳今夜 ※小山高男名義。
- ProjectA子2 大德寺財財團的陰謀 ※小山高男名義。
- 幸福的形式（日语：しあわせのかたち）
- 秀逗魔導士
- 小超人帕門 (1983年版) ※小山高男名義。
- 高校！奇面組（日语：ハイスクール!奇面組） ※小山高男名義。
- 阿福（日语：フクちゃん） ※小山高男名義。
- 爆笑吸血鬼
- 愛的魔法

### 電視劇
- （NHK教育，1995年－1996年版編劇）

### 綜藝節目
- 週四之星對抗賽（日语：木曜スター対抗戦）（朝日電視台）

### 著書
小說
- 系列
  - （1984年）
  - （1984年）

- （1985年）
- 烏龍派出所（1994年、1996年）
- 怪博士與機器娃娃（1994年）
- 元氣玉（2002年）
- 漫畫版「原因」與「結果」的法則（潤色·編劇，2009年）
- （2012年）

漫畫
- 稍微回來一下的怪博士與機器娃娃（《V Jump》，集英社，1993年—1996年）
- 貯金戰士Cashman (重製版)（《V Jump》，集英社，1998年）

### 舞台
歌舞劇
- FUKUSHIMA 白河版Opera 魔笛（2017年）

## 得獎歷
- 1985年：第2回日本動畫大獎（日语：日本アニメ大賞#脚本部門）編劇部門最優秀獎
- 1999年：第4回神戶動畫獎特別獎

## Brother Noppo
Brother Noppo（日语：ぶらざあのっぽ），是編劇小山高生主宰的動畫編劇集團。1988年1月成立，1990年10月法人化登記成為有限公司。2014年縮小成為個人事務所，最後在2016年3月31日解散，成立時間長達26年（有超過四分之一世紀）。

### Brother Noppo出身編劇
- 赤堀悟
- 網谷正治
- 荒川稔久
- 石橋大助（日语：石橋大助）
- 犬飼和彥
- 植竹須美男
- 岡本典久
- 影山由美（日语：影山由美）
- 加戶譽夫
- 川崎裕之
- 小山真（日语：小山真）
- 工藤治
- 久保田雅史（日语：久保田雅史）
- 香村純子
- 佐藤勝一
- 鈴木雅詞
- 隅澤克之
- 高橋義昌（日语：高橋義昌）
- 高山治郎
- 瀧晃一
- 玉井☆豪
- 千葉克彥
- 中西泰博（日语：中西やすひろ (脚本家)）
- 成田良美
- 長谷川勝己（日语：長谷川勝己）
- 花田十輝
- 堀井明子
- 松井亞彌
- 三井秀樹
- 山田靖智
- 吉田玲子
- 渡邊誓子

## 腳註

## 相關項目
- 日本動畫師列表
- 日本編劇列表（日语：脚本家一覧）

## 外部連結
- 公式官網 （日語）（2016年3月4日的檔案館）